# 人間ビジョンスペシャル
『人間ビジョンスペシャル』（にんげんビジョンスペシャル）は、北海道テレビ放送（HTB）が年1回制作、放送していたドキュメンタリースペシャル番組の名称。1992年から2006年まで年1回ペース、全15本が制作された（うち最終回を除く14本が全国同時ネット）。

## 番組概要
HTBでは北海道の大自然や、人間群像に迫るドキュメンタリーを制作し、毎回高い評価を得てきた。
同局では初の本格ドキュメンタリーとなるこのシリーズは1992年4月29日に第1回「カムイ・ミンタラ 神々の遊びの庭・阿寒」をテレビ朝日系列全国ネットで放送したのが最初で、以後、2005年の第14回まで毎年全国ネットで放送された。ただし最終回（2006年、第15回）のみ北海道ローカルで放送された。
本シリーズでは北海道のみならず、サハリン、 ロシアなどでもロケを行ってきた。一部作品はハイビジョンで制作された。またギャラクシー賞をはじめ、受賞歴も多い。
HTBではこれまで、スペシャルドラマや「HTBカップ国際スキージャンプ競技大会」「TOYOTA BIG AIR」など、年数本ペースで全国ネット番組を放送してきた実績があり、また、北海道を中心に根強い人気を誇っている「水曜どうでしょう」を全国区人気番組にしたことでも有名である。
なお、「人間ビジョン」は放送開始当時のHTBのキャッチフレーズであった。

### シリーズの終了とその後
2005年2月27日放送の第14回「青いツバメ 〜秋野豊 タジキスタンからのEメール〜」を最後に全国ネットを中止、シリーズ15年目となる2006年2月5日放送の「感動! 知床 川の神秘 サケ先生の特別授業」は北海道ローカルのゴールデンタイムでの放送となり、後日全国各地の系列局で順次放送されたほか、BS朝日、CS放送の朝日ニュースター（現・テレ朝チャンネル2）などでも放送された。
2006年を最後に、本シリーズは約15年にわたる歴史に幕を下ろし、翌2007年より事実上の後継となるHTB制作特番として、今や北海道を代表する動物園となった旭川市旭山動物園をテーマにしたドキュメントバラエティ番組『旭山動物園日記』シリーズを開始。2013年まで年1本単位で制作し、毎年冬にテレビ朝日系列全国ネット（サンデープレゼント枠、以下「サンプレ」）で放送（関根勤・麻里父娘、よゐこ、鈴木福らが出演）。2014年は制作を休止したが、2015年から2019年まで、北海道ローカルの人気バラエティ番組の特番『ハナタレナックスEX-特別編』（TEAM NACS出演）が毎年2月、テレビ朝日系列全国ネット（サンプレ枠）で放送。また、2019年にHTBが制作・放送したドラマ『チャンネルはそのまま!』が同年度の日本民間放送連盟賞番組部門・テレビドラマ番組最優秀賞を受賞したのを記念し、同作を2020年1月にテレビ朝日系列全国ネット（スペシャルサンデー枠で3週連続。一部地域は異時ネット）で放送した。以降、HTBはサンプレ枠などでの全国ネット特番を制作・放送しておらず、事実上撤退の形となった。

## 放送履歴
| 回 | 番組タイトル                                            | 放送年月日     | 主な出演者           | ナレーター        | 主な撮影地                               | 受賞 | 備考 |
| -- | ------------------------------------------------------- | -------------- | -------------------- | ----------------- | ---------------------------------------- | --- | --- |
| 1  | カムイ・ミンタラ 神々の遊びの庭・阿寒                   | 1992年4月29日  |                      |                   | 阿寒湖など                               | | 放送前の朝番組「気分は天気」で音楽担当の平沢進が生出演していた。また、この時に使われた曲「カムイ・ミンタラ」は、同年発売されたアルバム「魂のふる里」に収録されている。                        |
| 2  | 4,000キロ雁渡る 小さな沼とシベリアと                    | 1992年12月23日 |                      |                   | シベリア半島など                         | 第13回動物愛護映画コンクール内閣総理大臣賞                                                                                              | |
| 3  | 森が歌う日 魚が帰る                                     | 1993年11月3日  |                      |                   |                                          | 第31回ギャラクシー賞奨励賞 平成6年科学放送賞 高柳賞                                                                                     | HTB開局25周年記念番組 |
| 4  | 風の王国 生命（いのち）の森〜大雪山・四季の小宇宙〜     | 1995年2月12日  |                      |                   | 大雪山など                               | 第32回ギャラクシー賞 奨励賞 | |
| 5  | 流氷 白い海〜オホーツクの遥かな旅人〜                   | 1996年3月10日  |                      |                   | オホーツク海など                         | 第2回北海道映像コンクール最優秀撮影賞 平成8年科学放送賞 高柳賞 第36回映画テレビ技術賞                                                   | |
| 6  | クリル はるかなる半島〜知られざる光と影の島々〜         | 1997年3月2日   |                      | 渡辺謙            | 北方領土など                             | | |
| 7  | 雪の花咲く大地なり〜大雪山と北極と〜                    | 1998年3月1日   |                      | 早見優 井川比佐志 | 大雪山、北極など                         | | |
| 8  | カムイの鳥 生命の原野〜シマフクロウとタンチョウの四季〜 | 1999年2月27日  |                      | 西田敏行          | 根室原野                                 | 第36回ギャラクシー賞 奨励賞 第41回科学技術映像祭科学技術長官賞                                                                          | |
| 9  | 日高大いなる山脈（やまなみ） 〜立松和平が行く           | 2000年2月26日  | 立松和平 樋口和生    | 高橋恵子          | 日高山脈                                 | 北海道映像コンテスト2000優秀賞 | |
| 10 | 知床悠久の半島（しま）                                  | 2001年2月18日  |                      | 森繁久彌 中里雅子 | 知床半島                                 | 第45回ニューヨーク国際映像祭 テレビドキュメンタリー自然野生生物部門 銀賞（2002年）                                                      | この回からハイビジョン制作となる。 また、銀賞受賞記念として、2002年12月24日 9:55-10:50、HTB（北海道ローカル）で同作品が再編集版で放送された。また、2005年9月10日には同作品のDVDが発売された。 |
| 11 | 日本最北 愛しき野生たち〜利尻・礼文・サロベツの四季     | 2002年2月3日   |                      | 加藤登紀子        | 利尻島、礼文島、サロベツ原野             | | ナレーションの加藤登紀子は番組内の音楽も担当。 |
| 12 | 霧の日記〜アリューシャンからの伝言〜                    | 2003年2月16日  | 緒形直人（日記朗読） | 中里雅子          | アラスカ州・アリューシャン列島、アッツ島 | 20thATP賞2003優秀賞（ドキュメンタリー部門） 第40回ギャラクシー賞 奨励賞 平成15年日本民間放送連盟賞 最優秀賞（番組部門・テレビ教養部門） | HTB開局35周年記念番組 |
| 13 | 心の中の国境〜無国籍投手スタルヒンの栄光と挫折〜        | 2004年2月15日  | 徳光和夫 佐々木主浩  | 徳光和夫          | 旭川市、旭川スタルヒン球場など           | 21stATP賞2004優秀賞（ドキュメンタリー部門） 第41回ギャラクシー賞 奨励賞                                                                 | ゲストの佐々木は当時横浜ベイスターズに在籍。 |
| 14 | 青いツバメ 〜秋野豊 タジキスタンからのEメール〜         | 2005年2月27日  | 泉谷しげる 優香      | 平泉成            | タジキスタン共和国など                   | | 全国ネット放送はこの回をもって最後となった。 |
| 15 | 感動! 知床 川の神秘 サケ先生の特別授業                  | 2006年2月5日   | 酒井美紀 小宮山英重  | 酒井美紀          | 知床半島                                 | | この年は同時ネットをやめ北海道ローカルとなり初のゴールデン枠（18:56-19:58）での放送となるが、この回をもって事実上最終回となった。                                                             |

## 主なスタッフ
- プロデューサー：湯口幸一、戸島龍太郎、沼田博光
- ディレクター：宮井由紀子
- 音楽：平沢進（第1回）、久石譲（第3回）、杉本竜一（第10回）、加藤登紀子（第11回）
- 制作協力：ドキュメンタリージャパン、日本テレワーク
- 製作著作：HTB 北海道テレビ

ほか

## 放送ネット局
※局名・略称は全国ネット終了（第14回）時点のもの。
| 放送対象地域  | 放送局                   | 系列           | 備考 |
| ------------- | ------------------------ | -------------- | --- |
| 北海道        | 北海道テレビ放送（HTB）  | テレビ朝日系列 | ※制作局 |
| 青森県        | 青森朝日放送（ABA）      | テレビ朝日系列 | |
| 岩手県        | 岩手朝日テレビ（IAT）    | テレビ朝日系列 | 1996年10月1日開局、第6回から放送                                                                                          |
| 宮城県        | 東日本放送（KHB）        | テレビ朝日系列 | |
| 秋田県        | 秋田朝日放送（AAB）      | テレビ朝日系列 | 1992年10月1日開局、第2回から放送                                                                                          |
| 山形県        | 山形テレビ（YTS）        | テレビ朝日系列 | 1993年4月にフジテレビ系列からネットチェンジ。第3回から放送                                                                |
| 福島県        | 福島放送（KFB）          | テレビ朝日系列 | |
| 関東広域圏    | テレビ朝日（EX）         | テレビ朝日系列 | 2003年10月に社名を全国朝日放送からテレビ朝日に変更。第12回までANB                                                         |
| 新潟県        | 新潟テレビ21（UX）       | テレビ朝日系列 | 2006年8月1日より略称をNT21からUXに変更。第15回はUXに変更した前後で放送された可能性あり                                    |
| 石川県        | 北陸朝日放送（HAB）      | テレビ朝日系列 | |
| 長野県        | 長野朝日放送（abn）      | テレビ朝日系列 | 2006年4月1日より略称をABNからabnに変更。第15回はabnに変更した前後で放送された可能性あり                                   |
| 静岡県        | 静岡朝日テレビ（SATV）   | テレビ朝日系列 | 第2回までは静岡けんみんテレビ（SKT)。1993年10月1日より社名を静岡朝日テレビに変更。                                        |
| 中京広域圏    | メ〜テレ（NBN）          | テレビ朝日系列 | 2003年3月より呼称を名古屋テレビからメ〜テレに変更。第13回よりメ〜テレ                                                     |
| 近畿広域圏    | 朝日放送（ABC）          | テレビ朝日系列 | 現・朝日放送テレビ |
| 岡山県 香川県 | 瀬戸内海放送（KSB）      | テレビ朝日系列 | |
| 広島県        | 広島ホームテレビ（HOME） | テレビ朝日系列 | |
| 山口県        | 山口朝日放送（yab）      | テレビ朝日系列 | 1993年10月1日開局、第3回から放送 2006年7月14日より略称をYABからyabに変更。第15回はyabに変更した前後で放送された可能性あり |
| 愛媛県        | 愛媛朝日テレビ（eat）    | テレビ朝日系列 | 1995年4月1日開局、第5回から放送 2005年4月1日より略称をEATからeatに変更（全国ネット時代はEAT）                             |
| 福岡県        | 九州朝日放送（KBC）      | テレビ朝日系列 | |
| 長崎県        | 長崎文化放送（NCC）      | テレビ朝日系列 | |
| 熊本県        | 熊本朝日放送（KAB）      | テレビ朝日系列 | |
| 大分県        | 大分朝日放送（OAB）      | テレビ朝日系列 | 1993年10月1日開局、第3回から放送                                                                                          |
| 鹿児島県      | 鹿児島放送（KKB）        | テレビ朝日系列 | |
| 沖縄県        | 琉球朝日放送（QAB）      | テレビ朝日系列 | 1995年10月1日開局、第5回から放送                                                                                          |